# Пускове джерело нейтронів

Схема розташування стержнів реактора типу РБМК; синій = детектори нейтронів (12), жовтий = укорочені стрижні керування знизу реактора (32), сірий = напірні труби (1661), зелений = стрижні керування (167), червоний = стрижні автоматичного керування (12)

Пускове джерело нейтронів — джерело нейтронів, яке використовується для стабільного та надійного ініціювання ланцюгової ядерної реакції в ядерних реакторах, коли вони завантажуються свіжим ядерним паливом, нейтронний потік від спонтанного поділу якого є недостатнім для надійного запуску, або після тривалих періодів зупинки. Джерела нейтронів забезпечують постійну мінімальну популяцію нейтронів в активній зоні реактора, достатню для плавного запуску. Без них реактор міг би зазнати швидких стрибків потужності під час запуску зі стану із занадто малою кількістю самогенерованих нейтронів (нова активна зона або після тривалої зупинки).
Пускові джерела зазвичай вставляються в звичайні місця всередині активної зони реактора замість деяких паливних стрижнів .
Джерела важливі для безпечного запуску реактора. Спонтанний поділ і космічні промені служать слабкими джерелами нейтронів, але вони занадто слабкі, щоб прилади реактора могли їх виявити; покладання на них може призвести до «сліпого» запуску, що є потенційно небезпечним станом. Тому джерела розташовані таким чином, щоб потік нейтронів, який вони виробляють, завжди виявлявся приладами контролю реактора. Коли реактор знаходиться в зупиненому стані, джерела нейтронів служать для забезпечення сигналів для детекторів нейтронів, які спостерігають за реактором, для забезпечення їх працездатності. Рівноважний рівень нейтронного потоку в підкритичному реакторі залежить від потужності джерела нейтронів; Тому необхідно забезпечити певний мінімальний рівень активності джерела, щоб підтримувати контроль над реактором, коли він знаходиться в сильно підкритичному стані, а саме під час пусків.
Джерела можуть бути двох типів:
- Первинні джерела, що використовуються для запуску нової активної зони реактора; використовуються звичайні джерела нейтронів. Первинні джерела видаляються з реактора після першої паливної кампанії, як правило, через кілька місяців, оскільки захоплення нейтронів у результаті потоку теплових нейтронів у працюючому реакторі змінює склад використовуваних ізотопів і, таким чином, зменшує термін їх служби як джерела нейтронів.
  - Каліфорній-252 (спонтанний поділ)
  - Плутоній-238 і берилій, (α,n) реакція
  - америцій-241 і берилій, (α,n) реакція
  - полоній-210 і берилій, (α,n) реакція
  - радій-226 і берилій, (α,n) реакція[5]

Коли використовуються первинні джерела плутонію-238 /берилію, їх можна або прикріпити до керуючих стрижнів, які виймають із реактора під час його роботи, або покрити кадмієвим сплавом, непрозорим для теплових нейтронів (зменшуючи трансмутацію плутонію-238 шляхом захоплення нейтронів), але прозорі для швидких нейтронів, які виробляє джерело.
- Вторинні джерела, спочатку інертні, стають радіоактивними та виробляють нейтрони лише після нейтронної активації в реакторі. Завдяки цьому вони, як правило, дешевші. Вплив теплових нейтронів також служить для підтримки активності джерела (радіоактивні ізотопи як спалюються, так і генеруються в потоці нейтронів).
  - Sb — Be джерело фотонейтронів; сурма стає радіоактивною в реакторі, і її сильне гамма-випромінювання (1,7 МеВ для 124Sb(інші мови)) взаємодіє з берилієм-9 за допомогою реакції (γ,n) і утворюють фотонейтрони. У водно-водяному реакторі один стрижень джерела нейтронів містить 160 грамів сурми і залишається в реакторі 5-7 років.[6] Джерела часто сконструйовані як сурм'яний стрижень, оточений шаром берилію та одягнений у нержавіючу сталь.[5][7] Також можна використовувати сурм'яно-берилієвий сплав.

Ланцюгова реакція в першому критичному реакторі CP-1 була ініційована радій-берилієвим джерелом нейтронів. Подібним чином у сучасних реакторах (після запуску) випромінювання сповільнених нейтронів від продуктів поділу є достатнім, щоб підтримувати підсилення реакції, забезпечуючи контрольований час зростання. Для порівняння, бомба заснована на миттєвих нейтронах і зростає експоненціально за наносекунди.